# Milan Antolković
Milan Antolković, né le 27 septembre 1915 et mort le 27 juin 2007 à Zagreb (Croatie), est un footballeur international yougoslave d'origine croate.

## Biographie
Attaquant de pointe, Antolković commence sa carrière au NK Maksimir de Zagreb avant de rejoindre le Građanski en 1932. À part une pige au SK Bata Borovo en 1933, il y reste jusqu'à la dissolution du club en 1945.
Il est sélectionné à huit reprises en équipe de Yougoslavie entre 1937 et 1939, et marque un but. Entre 1941 et 1943, il est appelé dans l'éphémère sélection de l’État indépendant de Croatie à dix reprises, pour trois autres buts.
Devenu entraîneur, il dirige notamment le Dinamo Zagreb, l'héritier du Građanski, en 1952-1953, 1957, 1959-1960 puis de 1961 à 1964. Avec le club croate, il remporte la Coupe de Yougoslavie en 1960 et 1963, et accède à la finale de la Coupe des villes de foires en 1963. Antolković fait partie du comité de sélection de l'équipe nationale yougoslave à deux reprises, en 1965 puis en 1966. 
Il termine sa carrière en Autriche, au SC Brégence de 1966 à 1969 puis en 1970-1971, puis en Allemagne au SC Tasmania 1900 Berlin en 1969-1970.